# Женская сборная Мальдивской Республики по волейболу
Женская национальная сборная Мальдивской Республики по волейболу (англ. Maldives women's national volleyball team) — представляет Мальдивы на международных волейбольных соревнованиях. Управляющей организацией выступает Мальдивская волейбольная ассоциация (англ. Volleyball Association of Maldives).

## История
Мальдивская волейбольная ассоциация — член ФИВБ и АКВ с 1984 года.
Международный дебют женской сборной Мальдивской Республики прошёл в августе 2006 года на проходивших в Шри-Ланке Южноазиатских играх. В волейбольном турнире Игр мальдивская команда провела три матча и во всех проиграла — сборным Шри-Ланки, Индии (обоим по 0:3) и Непала (1:3).
В 2010 году сборная Мальдивской Республики впервые вышла на континентальный уровень, приняв участие в Азиатских играх по квоте от Южной Азии. На предварительной стадии волейбольного турнира мальдивские волейболистки, не имевшие серьёзного международного опыта и обладавшие весьма скромными физическими данными, потерпели 5 разгромных поражений от сборных Казахстана, Индии, Тайваня, Японии и КНДР, ни разу за 15 проведённых партий не набрав более 10 очков, а вторые сеты против японских и северокорейских волейболисток проиграв со счётом 1:25. В полуфинале за 9-11 места сборная Мальдивской Республики сумела победить команду Таджикистана 3:0, а в поединке за 9-е место вновь потерпела разгромное поражение от Индии, набрав в сумме за матч лишь 16 очков.
В сентябре 2014 мальдивская команда вновь участвовала в Азиатских играх, но в проведённых на турнире 5 играх (против сборных Тайваня, Казахстана, Китая, Гонконга и Индии) максимум за партию сумела набрать 12 очков.
В декабре того же года в Непале прошёл первый чемпионат Южной Азии с участием пяти команд региона. Соревнования состояли из кругового турнира и сборная Мальдивской Республики заняла 4-е место, уступив сборным Индии, Непала и Шри-Ланки и переиграв команду Бангладеш.
В 2015 году мальдивская сборная впервые приняла участие в Играх островов Индийского океана и показала худший результат среди 5 команд, заняв 4-е место лишь из-за дисквалификации сборной Реюньона.
В январе 2016 года сборная Мальдивской Республики второй раз в своей истории была среди участников волейбольного турнира Южноазиатских игр. На предварительной стадии мальдивские волейболистки уступили хозяйкам соревнований — сборной Индии — в трёх партиях, а затем уверенно победили команду Пакистана. В плей-офф мальдивская команда сначала проиграла Шри-Ланке 0:3, а затем в матче за «бронзу» с тем же счётом и сборной Непала, заняв в итоге 4-е место.
В январе 2017 года женская сборная Мальдивской Республики впервые приняла участие в отборочном турнире чемпионата мира. Соревнования в Центральноазиатской зоне предварительного этапа квалификации мирового первенства 2018 прошли в столице Мальдивской Республики Мале с участием сборных страны-хозяйки, Ирана и Непала. Проиграв с одинаковым счётом 0:3 обеим своим командам-соперницам, мальдивские волейболистки замкнули турнирную таблицу и выбыли из дальнейшей борьбы за попадание на чемпионат мира. В августе того же года мальдивская национальная команда впервые участвовала в чемпионате Азии, но, имея весьма скромный потенциал, закономерно оказалась слабейшей на турнире.
В ноябре 2019 года в столице Бангладеш Дакке прошёл первый чемпионат Центральноазиатской зональной ассоциации Азиатской конфедерации волейбола, в котором приняли участие сборные Непала, Киргизии, Мальдивской Республики, Бангладеш и Афганистана. Уступив в финале команде Непала, мальдивские волейболистки выиграли свои первые награды на официальном турнире. 

## Результаты выступлений и составы

### Чемпионаты мира
- 2018 — не квалифицировалась
- 2018 (квалификация): Фатимат-Джузан Зарир, Сильма Захир, Нуха Вахид, Фатимат Мазийя, Хавва Рашида, Шауфа Адам, Хавва Сакха, Айшат Маджида, Айшат Шаффа, Фатимат-Зиния Муса, Аминат Ариша, Аминат Рияша. Тренер — Ахмед Адиль.

### Чемпионат Азии
Сборная Мальдивской Республики приняла участие только в одном чемпионате Азии.
- 2017 — 14-е место

- 2017: Фатимат-Джузан Зарир, Нуха Вахид, Сильма Захир, Мириям Мизна, Хавва Рашида, Шауфа Адам, Хавва Сакха, Айшат Маджида, Айшат Шаффа, Айшат Имтинан, Аминат Ариша, Аминат Рияша. Тренер — Мохамед Надхим.

### Азиатские игры
Сборная Мальдивской Республики приняла участие в двух Азиатских играх.
- 2010 — 10-е место
- 2014 — 9-е место

- 2010: Агила Хамид, Фатимат Аруша, Мариям Халим, Лила Хамида, Муна Мунир, Насра Ибрахим, Назима Назима, Хавва Рашида, Халимат Сама, Айшат Саффа, Сухана Мохамед, Аминат Зина. Тренер — Фатулла Вахид.
- 2014: Мариям Азифа, Мариям Халим, Аминат Ариша, Хавва Рашида, Шауфа Адам, Халимат Сама, Фатимат-Джузан Зарир, Айшат Маджида, Муина Хасан, Насра Ибрахим, Фатимат-Зиния Муса, Хадиджа Ибрахим. Тренер — Ибрахим Джалил.

### Южноазиатские игры
- 2006 — 4-е место
- 2016 — 4-е место
- 2019 — 4-е место

- 2016: Фатимат-Джузан Зарир, Нуха Вахид, Хавва Рашида, Шауфа Адам, Хавва Сакха, Айшат Маджида, Айшат Шаффа, Фатимат-Зиния Муса, Айшат Имтинан, Аминат Ариша, Аминат Рияша, Мариям Азума. Тренер — Ахмед Адиль.
- 2019: Фатимат-Джузан Зарир, Нуха Вахид, Хавва Рашида, Аминат Ариша, Аминат Рияша, Хавва Сакха, Аминат Шаха-Шамин, Айшат Шаффа, Фатимат-Зиния Муса, Хамна Хусейн, Айшат Имтинан, Мариям Азума. Тренер — Мохамед Файсал.

### Чемпионат Южной Азии
- 2014 — 4-е место

### Чемпионат CAZA[1]
- 2019 —  2-е место
- 2021 — 6-е место
- 2023 — 7-е место
- 2024 — 5-е место

- 2019: Фатимат-Джузан Зарир, Нуха Вахид, Хавва Рашида, Аминат Ариша, Аминат Рияса, Хавва Сакха, Аминат Шаха-Малин, Айшат Шаффа, Фатимат Зиния-Муса, Хамна Хуссейн, Айшат Имтинан, Мариям Азума. Тренер — Мохамед Файсал.

### Кубок вызова CAZA
- 2024 — 2-е место

### Игры островов Индийского океана
- 2015 — 4-е место
- 2019 — 5-е место
- 2023 — 5-е место

## Состав
Сборная Мальдивской Республики в соревнованиях 2019 года (Игры островов Индийского океана, чемпионат CAZA, Южноазиатские игры)
| №  | Имя, фамилия         | Год рождения | Рост | Амплуа      | Клуб            |
| -- | -------------------- | ------------ | ---- | ----------- | --------------- |
| 1  | Фатимат-Джузан Зарир | 1995         | 157  | связующая   | «Полис Клаб»    |
| 2  | Нуха Вахид           | 1994         | 150  | либеро      | «Фисда»         |
| 6  | Хавва Рашида         | 1992         | 172  | нападающая  | «Полис Клаб»    |
| 7  | Аминат Ариша         | 1998         | 156  | нападающая  | «Вамко»         |
| 8  | Аминат Рияша         | 1997         | 152  | центральная | «Вамко»         |
| 9  | Хавва Сакха          | 1994         | 175  | центральная | «Полис Клаб»    |
| 10 | Аминат Шаха-Шамин    | 2002         | 170  | нападающая  | «Полис Клаб»    |
| 11 | Айшат Шаффа          | 1989         | 170  | нападающая  | «Полис Клаб»    |
| 12 | Фатимат-Зиния Муса   | 1992         | 152  | нападающая  | «Полис Клаб»    |
| 13 | Хамна Хусейн         | 1997         | 166  | нападающая  | «Вамко»         |
| 14 | Айшат Имтинан        | 1995         | 168  | связующая   | «Нью Генерейшн» |
| 18 | Мариям Азума         | 1996         | 160  | центральная | «Вамко»         |

- Главный тренер — Мохамед Файсал.
- Тренер — Ахмед Сунан.